# Liste der Naturerbeflächen in Niedersachsen
Die Liste der Naturerbeflächen in Niedersachsen enthält 19 (Stand August 2025) Flächen des Nationalen Naturerbes in Niedersachsen. Bisher hat der Haushaltsausschuss des Bundestages in drei Tranchen die Übertragung von Bundesflächen an den Naturschutz beschlossen. Aus der Tranchenzugehörigkeit ergibt sich das Beschlussjahr. Der tatsächliche Zeitpunkt der Übertragung kann variieren. Die Nummerierung innerhalb der Tranche entstammt der Website des Bundesumweltministeriums.

## Liste
| Name(n)                                      | Weblink | Tranche, Nummer | Flächenempfänger                   | Untere Naturschutzbehörde                                                         | Schutzgebiete | Biotope | Arten | Standort | Fläche in Hektar | Beschlussjahr |
| -------------------------------------------- | ------- | --------------- | ---------------------------------- | --------------------------------------------------------------------------------- | --- | --- | --- | -------- | ---------------- | ------------- |
| Altendorfer Berg                             | Link    | 1, 6            | NABU-Stiftung Nationales Naturerbe | Landkreis Northeim                                                                | Naturschutzgebiet: Altendorfer Berg FFH-Gebiet: Altendorfer Berg | - Orchideenreiche Kalk-Halbtrockenrasen - Wacholder - Mesophiles Grünland - Naturnahe, laubholz- und strukturreiche Wälder (Buchen- und Eichen-Mischwald) - Struktur- und artenarme Nadelforste | - Seltene Orchideenarten - Insekten - Spinnen - Reptilien                                                                                                   |          | 39               | 2008          |
| Beienroder Holz / Lehre                      | Link    | 2, 4            | DBU Naturerbe                      | Landkreis Helmstedt                                                               | Naturschutzgebiet: Beienroder Holz FFH-Gebiet: Beienroder Holz Vogelschutzgebiet: Laubwälder zwischen Braunschweig und Wolfsburg                                                          | - totholzreicher Sternmieren-Hainbuchen-Stieleichenwald - Hainsimsen-Buchenwälder - Erlenbestände | - Fledermäuse |          | 167              | 2011          |
| Borkumer Dünen                               | Link    | 1, 1            | DBU Naturerbe                      | Landkreis Leer und Nationalparkverwaltung Niedersächsisches Wattenmeer            | Nationalpark: Nationalpark Niedersächsisches Wattenmeer FFH-Gebiet: Nationalpark Niedersächsisches Wattenmeer Vogelschutzgebiet: Niedersächsisches Wattenmeer und angrenzendes Küstenmeer | - Dünen, Salzwiesen, Flachwasserzonen, Strände - Sukzessionswälder und Gebüsche - Graudünenrasen und Heidereste - offene Sandflächen - moos- und flechtenreiche Kleinschmielen- und Silbergrasrasen | |          | 44               | 2008          |
| Cuxhavener Küstenheiden / Altenwalde         | Link    | 1, 4            | DBU Naturerbe                      | Stadt Cuxhaven                                                                    | Naturschutzgebiet: Cuxhavener Küstenheiden FFH-Gebiet: Küstenheiden und Krattwälder bei Cuxhaven                                                                                          | - Krähenbeerheiden - trockene Sandheiden, Feuchtheiden, Heidemoore - Sandtrockenrasen, offene Sandflächen und -dünen - lichte Kiefernwälder und Eichen-Krattwälder | |          | 1445             | 2008          |
| Dammer Berge                                 | Link    | 2, 2            | DBU Naturerbe                      | Landkreis Vechta                                                                  | Landschaftsschutzgebiet: Dammer Berge FFH-Gebiet: Dammer Berge | - Nadelholzbestände unterschiedlicher Altersklassen | - Fledermäuse (Winter- und Sommerquartiere) - Hirschkäfer                                                                                                   |          | 143              | 2011          |
| Ehra-Lessien / Gifhorn                       | Link    | 3, 1            | Bundeslösung                       | Landkreis Gifhorn                                                                 | | - Kiefernforste - naturnahe Hoch-, Übergangs- und Niedermoore - Kleingewässer - kleinflächige Zwergstrauch- und Ginsterheiden - Sandmagerrasen und Silbergrasfluren | - Heidelerche - Ziegenmelker - Wendehals - Raubwürger - Schlingnatter - Laubfrosch - Großer Schillerfalter                                                  | Position | 1040             | 2015          |
| Elbwiesen Ostemündung                        | Link    | 1, 5            | DBU Naturerbe                      | Landkreise Cuxhaven und Stade sowie NLWKN                                         | Naturschutzgebiete: Elbe und Inseln Hadelner und Belumer Außendeich FFH-Gebiet: Unterelbe Vogelschutzgebiet: Unterelbe                                                                    | - unterschiedlich feuchte bzw. salzhaltige Wiesen | - Wat- und Wasservögel |          | 706              | 2008          |
| Hameln / Waldübungsplatz Holtensen           | Link    | 3, 6            | DBU Naturerbe                      | Landkreis Hameln-Pyrmont                                                          | | - hoher Laubwaldanteil | - Buchen, auch höheren Alters - Esche, Bergahorn und Eiche                                                                                                  |          | 127              | 2015          |
| Herzogsberge / Braunschweig-Cremlingen       | Link    | 3, 3            | DBU Naturerbe                      | Landkreis Wolfenbüttel                                                            | Naturschutzgebiet: Herzogsberge FFH-Gebiet: Wälder und Kleingewässer zwischen Mascherode und Cremlingen                                                                                   | - magere Grünlandflächen - Sandmagerrasen - Offenbodenstellen, kleine Abbaugruben - Quellen, Röhrichte, Still- und Fließgewässer - kleinere Gehölzflächen | - Springfrosch - Kammmolch |          | 127              | 2015          |
| Hildesheim-Himmelsthür                       | Link    | 1, 2            | Paul-Feindt-Stiftung               | Stadt Hildesheim                                                                  | Naturschutzgebiete: Lange Dreisch und Osterberg Giesener Teiche FFH-Gebiet: Haseder Busch, Giesener Berge, Gallberg, Finkenberg                                                           | - Grünland - Kalk-Halbtrockenrasen, Kalkquellbereiche - Kleingewässer, Röhrichte - Weiden-Sumpfgebüsche, Seggensumpf - wärmeliebende Säume und Gebüsche - naturnahe Laubmischwälder | - Eichen, Hainbuchen, Linden und Eschen - Großes Mausohr und Bechsteinfledermaus - Kammmolch - Schmale Windelschnecke - Neuntöter - Wiesenpieper.           |          | 245              | 2008          |
| Holzbergwiesen / Stadtoldendorf              | Link    | 1, 3            | NABU-Stiftung Nationales Naturerbe | Landkreis Holzminden                                                              | Naturschutzgebiet: Holzberg, Denkiehäuser Wald, Heukenberg FFH-Gebiet: Holzberg bei Stadtoldendorf, Heukenberg Vogelschutzgebiet: Sollingvorland                                          | - Offenland - halboffene Weidelandschaften - Wald - Magerrasen - mesophiles Grünland - Einzelbäume - Baum- und Strauchhecken - Quellsümpfe - Bachtäler - Gehölze | - Pappeln |          | 54               | 2008          |
| Leher Wiesen                                 | Link    | 3, 4            | Land Niedersachsen                 | Landkreis Emsland                                                                 | Landschaftsschutzgebiet: Natura 2000-Emsauen von Salzbergen bis Papenburg FFH-Gebiet: Ems Vogelschutzgebiet: Emstal von Lathen bis Papenburg                                              | - Feuchtgrünlandbereiche | - Wiesenbrüter und Gastvögel - Uferschnepfe - Kiebitz - Brachvogel - Rotschenkel - Bekassine                                                                |          | 130              | 2015          |
| Lübberstedt / Muna Lübberstedt / Bremer Wald | Link    | 3, 2            | DBU Naturerbe                      | Landkreise Osterholz und Cuxhaven                                                 | | - Quelltäler - naturnahe Wälder - Grünland - Kleinstmoor - natürliche und künstliche Gewässern (Teiche, Sümpfe, Quellmoore, Löschwasserstellen) | - Großer Abendsegler - Uhu - Wespenbussard - Schwarzstorch - Schwarzspecht - Mittelspecht - Kamm- und Fadenmolch.                                           |          | 410              | 2015          |
| Osterode                                     | Link    | 2, 1            | NABU-Stiftung Nationales Naturerbe | Landkreis Osterode am Harz                                                        | Naturschutzgebiet: Gipskarstlandschaft bei Ührde FFH-Gebiet: Gipskarstgebiet bei Osterode                                                                                                 | - Hecken - Gebüsche trockenwarmer Standorte - Solitärbäume - beweidete Offenlandflächen - mageres mesophiles Grünland - Fichtenforste und Laubgehölze - bachbegleitender Erlenwald - Stillgewässer mit begleitenden Röhrichten und Seggenrieden | - Kammmolch |          | 54               | 2011          |
| Schwaneweder Heide                           | Link    | 3, 8            | DBU Naturerbe                      | Landkreis Osterholz und Die Senatorin für Umwelt, Klima und Wissenschaft (Bremen) | | - Sandtrockenrasen - offene Sandfluren und Sandheiden - Eichen-Birkenwälder - Mischbestände mit Kiefernwald - nährstoffarme Kleingewässer - artenreiche trockene Ruderalfluren | - Lurche - Heuschrecken - Libellen - Große Moosjungfer - Kammmolch - Rundblättriger Sonnentau - Englischer Ginster - Hochmoor-Mosaikjungfer - Idas-Bläuling |          | 404              | 2015          |
| Vörden / Feldflughafen Wittenfelde           |         | 3, 7            | Bundeslösung                       | Landkreise Osnabrück und Vechta                                                   | | - strukturarme, magere Grünländer - Magerrasen - Gras- und Staudenfluren - Gebüsche und Waldbestände - Birken-Eichenwäldern - entwässerter Erlenbruch - strukturreiche Kiefernforsten mit teilweise hohen Laubholzanteilen und Übergängen zu Pionierwäldern - großflächige Sandmagerrasen                                                                                    | |          | 206              | 2015          |
| Wersener Heide                               | Link    | 3, 9            | DBU Naturerbe                      | Landkreis Osnabrück und Kreis Steinfurt (NRW)                                     | Naturschutzgebiet: Haler Feld – Vogelpohl FFH-Gebiete: Vogelpohl Achmer Sand | - ausgedehnte Grünlandkomplexe - strukturreiche Heideflächen - offene, meist lückige Grasflächen auf Binnendünen - ausgedehnte Magerwiesen - großflächige Waldgebiete - lichte Kiefern- und Eichenwälder - Trockengebüsche - feuchte Wälder - kleinere Gewässer und Röhrichte - Besen- und Glocken-Heiden - Pfeifengraswiesen - Silbergras-Fluren - lückige Sandtrockenrasen | - Kammmolch - Lungenenzian - Goldregenpfeifer - Kleine Binsenjungfer                                                                                        |          | 990              | 2015          |
| Wesendorf                                    | Link    | 3, 5            | DBU Naturerbe                      | Landkreis Gifhorn                                                                 | | - halbruderale, blütenreiche Gras- und Staudenfluren trockener Standorte - Magerrasen unterschiedlicher Ausprägung - Sandheide - sandige Offenbodenbereiche - Silbergrasfluren - Kiefernwälder | - Habichtskrautspinner - Magerrasen-Perlmutterfalter - Wegerich-Scheckenfalter - Zauneidechse - Heidelerche - Raubwürger                                    | Position | 297              | 2015          |
| Wohlder Wiesen / Schandelah                  | Link    | 2, 3            | DBU Naturerbe                      | Landkreis Wolfenbüttel                                                            | Landschaftsschutzgebiet: Schandelaher Wohld und Pfeifengraswiese Wohld FFH-Gebiet: Pfeifengraswiese Wohld.                                                                                | - Pfeifengraswiesen auf basenreichen Standorten - ausgedehnte magere Grünlandflächen - inselartige Aufforstungen | - Wachtelkönig - Braunkehlchen - weitere Wiesenvögel - Amphibien                                                                                            |          | 301              | 2011          |